# Mâcot-la-Plagne
Mâcot-la-Plagne is een plaats en voormalige gemeente in het Franse departement Savoie in de regio Auvergne-Rhône-Alpes) en telt 1731 inwoners (2005). De plaats maakt deel uit van het arrondissement Albertville.

## Geschiedenis
Mâcot-la-Plagne was onderdeel van het kanton Aime tot dit op 22 maart 2015 werd opgeheven en de gemeenten werden opgenomen in het op die dag gevormde kanton Bourg-Saint-Maurice. Op 1 januari 2016 fuseerde de gemeente met Bellentre, La Côte-d'Aime en Valezan tot de commune nouvelle La Plagne Tarentaise, waarvan Mâcot-la-Plagne de hoofdplaats werd.

## Geografie
De oppervlakte van Mâcot-la-Plagne bedraagt 37,7 km², de bevolkingsdichtheid is 45,9 inwoners per km².
De onderstaande kaart toont de ligging van Mâcot-la-Plagne met de belangrijkste infrastructuur en aangrenzende gemeenten.

## Demografie
Onderstaande figuur toont het verloop van het inwonertal.